# ASEC Mimosas
Amicale Sportive des Employés de Commerce Mimosas, besser bekannt unter der Abkürzung ASEC Mimosas oder bei internationalen Spielen ASEC Abidjan, ist ein ivorischer Fußballverein in Abidjan.
Der 1948 gegründete Verein dominiert die ivorische Meisterschaft und hat bereits über 20 Meistertitel und etliche Pokalerfolge errungen. Außerdem gelang 1998 der Sieg der CAF Champions League und anschließend der Erfolg im afrikanischen Supercup.
Der Verein ist international vor allem für seine hervorragende Jugendarbeit bekannt. 1993 schuf Jean-Marc Guillou auf dem Trainingsgelände der Mimosas ein Internat, in dem den Jugendlichen Schulbildung vermittelt wird, sie medizinische Versorgung erhalten und regelmäßig trainieren und spielen. Während Guillous Zeit als Trainer bei KSK Beveren wechselten viele junge Spieler dorthin, um sich in der belgischen Ersten Division für andere Vereine zu empfehlen. Viele ehemalige Spieler wie Kolo Touré, Aruna Dindane, Salomon Kalou, Didier Zokora, Yaya Touré, Emmanuel Eboué und Gilles Yapi Yapo unterstützen das Internat.
ASEC Mimosas stellte oft das Rückgrat der Ivorischen Fußballnationalmannschaft, so auch 1992, als mit Spielern wie Abdoulaye Traoré und Donald-Olivier Sié der Afrika-Cup gewonnen werden konnte. Zur Fußball-Weltmeisterschaft 2006 wurden jedoch, des Bürgerkrieges wegen, nur im Ausland aktive Spieler berücksichtigt.

## Erfolge

### National
- Ivorischer Meister: 1963, 1970, 1972, 1973, 1974, 1975, 1980, 1990, 1991, 1992, 1993, 1994, 1995, 1997, 1998, 2000, 2001, 2002, 2003, 2004, 2005, 2006, 2009, 2010, 2017, 2018, 2021, 2022, 2023
- Ivorischer Vizemeister: 1999, 2007, 2008, 2013, 2015
- Ivorischer Pokalsieger: 1957, 1962, 1967, 1968, 1969, 1970, 1972, 1973, 1983, 1990, 1995, 1997, 1999, 2003, 2005, 2007, 2008, 2011, 2013, 2014, 2018, 2023
- Ivorischer Pokalfinalist: 1954, 1976, 1986, 2000, 2009, 2019, 2024

### International
- CAF-Champions-League-Sieger: 1998
- CAF-Champions-League-Finalist: 1999

- Afrikanischer Supercup-Sieger: 1999

- West African Club Championship-Sieger: 1990
- West African Club Championship-Finalist: 1989

## Partnerverein
Im Mai 2023 ging ASEC Abidjan eine Partnerschaft mit dem tunesischen Verein Club Africain ein. Im Rahmen dieser Partnerschaft soll Club Africain unter anderem bevorzugt werden, wenn mehrere Vereine Interesse an einem Talent der Jugendakademie bekunden.

## Ehemalige Spieler und Trainer (Auswahl)
- Emmanuel Eboué
- Jean-Marc Guillou, Gründer des Internats
- Patrick Liewig
- Saint-Joseph Gadji-Celi
- Laurent Pokou
- Donald-Olivier Sié
- Philippe Troussier
- Abdoulaye Traoré
- Aruna Dindane
- Romaric
- Gervinho
- Yaya Touré
- Eugène Koffi Kouamé
- Kolo Touré
- Arthur Boka
- Didier Ya Konan
- Didier Drogba
- Did’dy Guela
- William Dassagaté (beninischer Nationalspieler)
- Junior Salomon (beninischer Nationalspieler)
- Amani Yao
- Daniel Yéboah
- Abdul-Ganiyu Iddi
- Amadou Sakanogo
- Moustapha Sakanoko, Teilnehmer an der FIFA-Beachsoccer-Weltmeisterschaft 2013
- Jean Soro, ivorischer Nationalspieler und zweimaliger Teilnehmer als Nationaltrainer an der FIFA-Beachsoccer-Weltmeisterschaft